# Hot Wheels: Stunt Track Challenge
Hot Wheels: Stunt Track Challenge es un videojuego desarrollado por Climax Racing y publicado por THQ, basado en la línea de juguetes Hot Wheels, fabricada por Mattel. Fue lanzado en noviembre de 2004 para PlayStation 2, Xbox y Microsoft Windows.
Es la novena entrega de la serie de videojuegos Hot Wheels. Razorback Developments desarrolló un port para la Game Boy Advance, implementando muchos elementos de las versiones de las consolas domésticas.

## Jugabilidad
Stunt Track Challenge es un juego de carreras con estilo arcade que consiste en pilotos que compiten en desafíos de acrobacias y ganan carreras rápidas para permanecer en un programa. A veces, hay minijuegos con tareas especiales, que generalmente implican recolectar íconos en un tiempo limitado.

## Desarrollo y lanzamiento
El juego también tenía un modo en línea, cooperativo local y compatibilidad con el Game Boy Advance Game Link Cable.

## Recepción
Hot Wheels: Stunt Track Challenge recibió críticas "mixtas" en todas las plataformas según el agregador de reseñas de videojuegos Metacritic .    
Juan Castro de IGN le dio al juego un 6,5 sobre 10, calificándolo de ser un juego bueno, siendo uno mejor a su antecesor. Estableció que cuenta con un buen sentido de la velocidad y gráficos visuales decentes, con un buen número de pistas y retos de acrobacias.
Alex Navarro de GameSpot le dio a Stunt Track Challenge 5.9 de 10.
El juego vendió más de 1,16 millones de copias en todo el mundo, de las cuales 700.000 fueron en América del Norte.[cita requerida]